# Metazel·lerita
La metazel·lerita és un mineral de la classe dels carbonats.

## Característiques
La metazel·lerita és un carbonat de fórmula química Ca(UO₂)(CO₃)₂·3H₂O. Va ser aprovada com a espècie vàlida per l'Associació Mineralògica Internacional l'any 1965. Cristal·litza en el sistema ortoròmbic. La seva duresa a l'escala de Mohs és 2.
Segons la classificació de Nickel-Strunz, la metazel·lerita pertany a «05.EC - Uranil carbonats, amb proporció UO₂:CO₃ < 1:1 - 1:2» juntament amb els següents minerals: zel·lerita i fontanita.

## Formació i jaciments
Va ser descoberta l'any 1963 a la mina Lucky MC, al districte de Gas Hills del comtat de Fremont, a Wyoming, Estats Units. També ha estat descrita a la mina Elias, a Jáchymov (República Txeca), a la mina White Canyon, al comtat de San Juan (Utah, Estats Units) i a les pegmatites de Bjertnes (Buskerud, Noruega).